# مجلس ملی بحرین
مجلس ملی بحرین (عربی: المجلس الوطني البحريني‎) قوه مقننه بحرین است. این پارلمان دومجلسی است و شامل ۴۰ عضو منتخب مجلس نمایندگان (مجلس سفلا) و ۴۰ عضو منصوب شده توسط پادشاه بحرین در شورای مشورتی (مجلس اعلا) می‌باشد. جلسات مشترک مجلس ملی بحرین توسط رئیس مجلس نمایندگان یا در صورت غیاب وی توسط رئیس شورای مشورتی اداره می‌شود.

## مجلس ملی تحت قانون اساسی ۱۹۷۳
بر اساس قانون اساسی ۱۹۷۳ (ماده ۴۳)، مجلس ملی بحرین یک مجلس واحد متشکل از چهل عضو بود که از طریق «رأی‌گیری عمومی» انتخاب می‌شدند. با این حال، امیر بحرین در آن زمان که  عیسی بن سلمان آل خلیفه بود، حکم داد که زنان شامل «رأی‌گیری عمومی» نمی‌شوند و اجازه رأی دادن در انتخابات پارلمانی ۱۹۷۳ را ندارند.

## تاریخچه مجلس ملی بحرین
اولین مجلس ملی بحرین در سال ۱۹۷۳ تحت مقررات اولین قانون اساسی که همان سال تصویب شده بود، انتخاب شد. در سال ۱۹۷۵، این مجلس توسط امیر وقت،  عیسی بن سلمان آل خلیفه منحل شد، زیرا این مجلس از تصویب قانون امنیت کشور حمایت نکرد. امیر در دوران حیات خود اجازه نداد این مجلس دوباره تشکیل جلسه دهد یا انتخاباتی برگزار کند.

### اعضای مجلس ملی ۱۹۷۳
1. حسن الجیشی (رئیس مجلس ملی)
2. خلیفه احمد آل بن علی (نایب‌رئیس مجلس ملی)
3. علی قاسم ربیع
4. عیسی احمد قاسم
5. عبدالهادی خلف
6. رسول الجیشی
7. عبدالله علی المعوضه
8. محمد جابر الصباح
9. علی بن ابراهیم عبدالعل
10. جاسم محمد مراد
11. عیسی حسن الثوادی
12. ابراهیم محمد حسن فخرو
13. عبدالامیر الجمیری
14. عبدالله منصور عیسی
15. علوی مکی الحرخات
16. خالد ابراهیم الثوادی
17. مصطفی محمد القصاب
18. عبدالله الشیخال محمد المدنی
19. عباس محمدعلی
20. یوسف سلمان کمال
21. عبدالعزیز منصور العالی
22. حسن علی المتوج
23. سلمان الشیخال محمد
24. ابراهیم بن سلمان آل خلیفه
25. خلیفه الظهرانی
26. محمد سلمان احمد حماد
27. محمد بن عبدالله بن حرمس (اکنون الحرمیسی الهاجری)
28. محسن حمید المرهون
29. علی صالح الصالح
30. حمد عبدالله عبل

پس از درگذشت عیسی بن سلمان آل خلیفه در سال ۱۹۹۹، پسر وی،  حمد بن عیسی آل خلیفه، حاکم جدید بحرین، قانون اساسی ۲۰۰۲ را مشروع اعلام کرد. همان سال، انتخابات برای مجلس نمایندگان برگزار شد و اعضای شورای مشورتی منصوب شدند و اولین مجلس ملی بحرین از سال ۱۹۷۵ شکل گرفت.